# Museo nazionale delle arti decorative
Il Museo Nazionale delle Arti Decorative (in spagnolo: Museo Nacional de Arte Decorativo, acronimo MNAD), è una delle principali istituzioni museali della capitale argentina Buenos Aires. È ospitato all'interno dello sfarzoso Palazzo Errazúriz, nell'elegante barrio di Palermo.

## Storia
Nel 1911 l'architetto francese  fu incaricato dal diplomatico cileno Matías Errázuriz Ortúzar e la moglie Josefina de Alvear, nipote di Carlos María de Alvear, incaricarono René Sergent di realizzare loro una dimora nel quartiere di Palermo. L'architetto francese progettò così un'elegante residenza in stile Beaux-Arts dotata di modernissimi comfort come due ascensori ed un sistema di riscaldamento. Una volta trasferitisi, gli inquilini vi collocarono la loro collezioni di opere d'arte, oggetti e mobili che avevano raccolto durante il loro decennale soggiorno in Europa.
Nel 1936 la dimora fu lasciata in eredita  allo Stato e l'anno seguente viene istituito il Museo delle Arti Decorative. Dal 1944 l'edificio ospita anche la sede dell'Accademia argentina di lettere.

## Descrizione
Il museo ospita al suo interno una collezione, prevalentemente incentrata sulle arti decorative europee ed orientali che spaziano lungo un arco temporale che va da XVI al XIX secolo. La raccolta è composta da oltre 6.000 pezzi, principalmente quadri, statue, porcellane, mobili ed argenteria. Tra i pezzi più pregiati si segnalano alcune tele, come il Gesù che porta la Croce in salita di El Greco, il Sacrificio della Rosa di Jean-Honoré Fragonard e il Ritratto dell'Abate Hurel di Édouard Manet, e tra le sculture una Minerva romana, l'Adorazione dei Magi di Cristoforo Mantegazza e la Primavera Eterna di Auguste Rodin.